# 1305 Pongola
Pongola (asteróide 1305) é um asteróide da cintura principal, a 2,779371 UA. Possui uma excentricidade de 0,0771765 e um período orbital de 1 909,13 dias (5,23 anos).
Pongola tem uma velocidade orbital média de 17,16243103 km/s e uma inclinação de 2,31954º.
Esse asteróide foi descoberto em 19 de Julho de 1928 por Harry Edwin Wood.